# Basch Mihály
Basch Mihály, Basch Andor András (Budapest, 1899. január 30. – Budapest, 1978. szeptember 26.) festőművész, grafikus.

## Életútja
Basch Árpád és Reich Margit fiaként született. Nyolcévesen kikeresztelkedett a római katolikus vallásra. A Képzőművészeti Főiskolán tanult, ahol Réti István volt a mestere. 1927-ben gyűjteményes kiállításon mutatta be műveit a Nemzeti Szalonban. Munkái illusztrációk, aktok és tájképek. 1927. július 23-án Budapesten, a Terézvárosban házasságot kötött Barinkai Erzsébettel, akitől 1935-ben elvált. 1938. május 5-én Budapesten, a Terézvárosban feleségül vette a nála 11 évvel fiatalabb Sugár Klárát. A Protestáns Szemle így írt róla 1927-ben: „festményein az olajfestés technikájnak az atyjáénál erőteljesebb éreztetését látjuk  s ez különösen hatalmas hullámokat ábrázoló balatoni képein érvényesül kitűnően, színközelése is mintha bátrabb, erőteljesebb lenne.” Halálát daganatos senyvesség okozta.